# Њу Кингман-Батлер (Аризона)
Њу Кингман-Батлер (енгл. New Kingman-Butler) насељено је место без административног статуса у америчкој савезној држави Аризона.

## Демографија
По попису из 2010. године број становника је 12.134, што је 2.676 (-18,1%) становника мање него 2000. године.
| Група             | 2000.          | 2010.          |
| Белци             | 12.784 (86,3%) | 10.054 (82,9%) |
| Афроамериканци    | 65 (0,4%)      | 85 (0,7%)      |
| Азијати           | 63 (0,4%)      | 87 (0,7%)      |
| Хиспаноамериканци | 1.374 (9,3%)   | 1.482 (12,2%)  |
| Укупно            | 14.810         | 12.134         |